# Coulter's

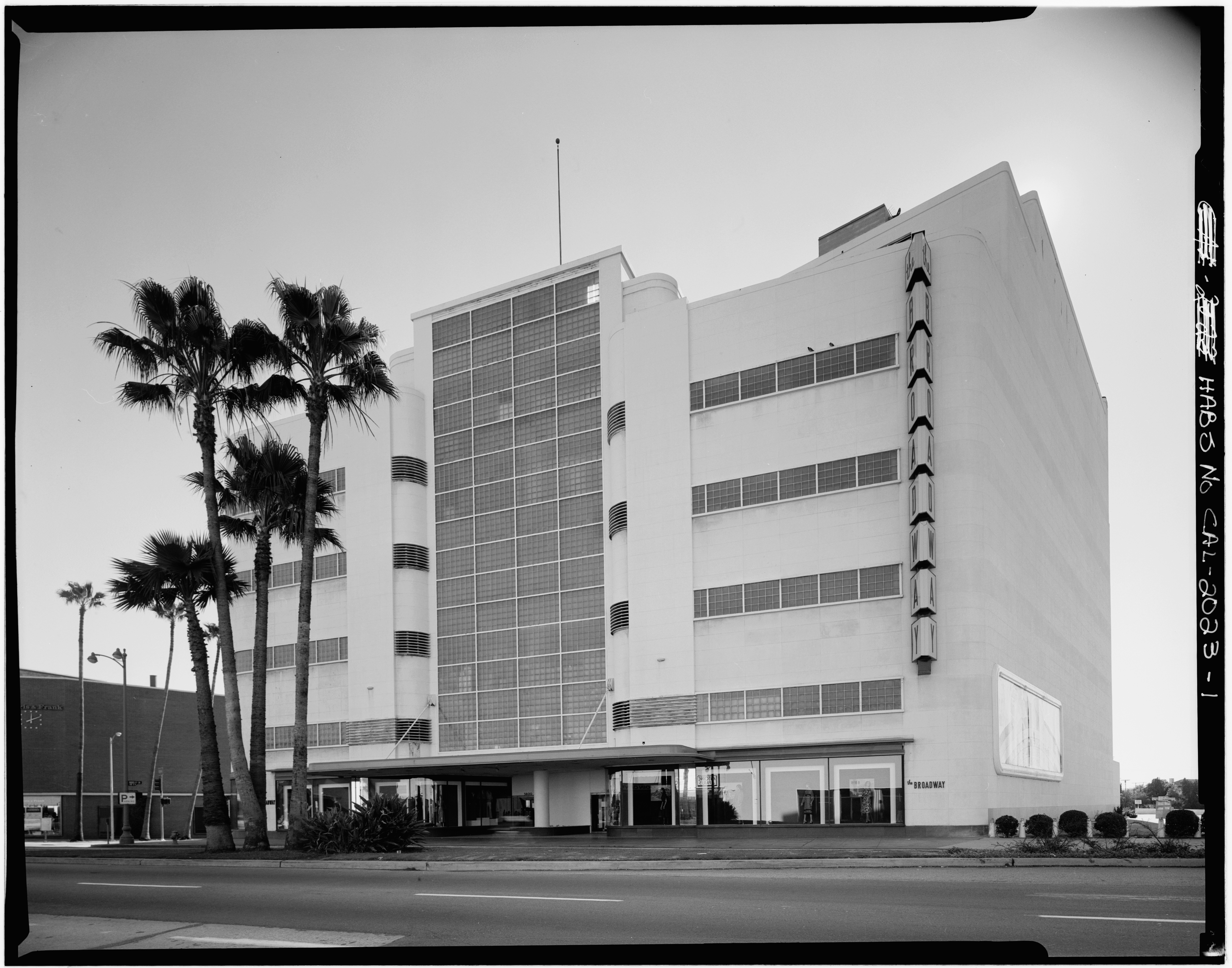
Coulter's laatste locatie op de Miracle Mile

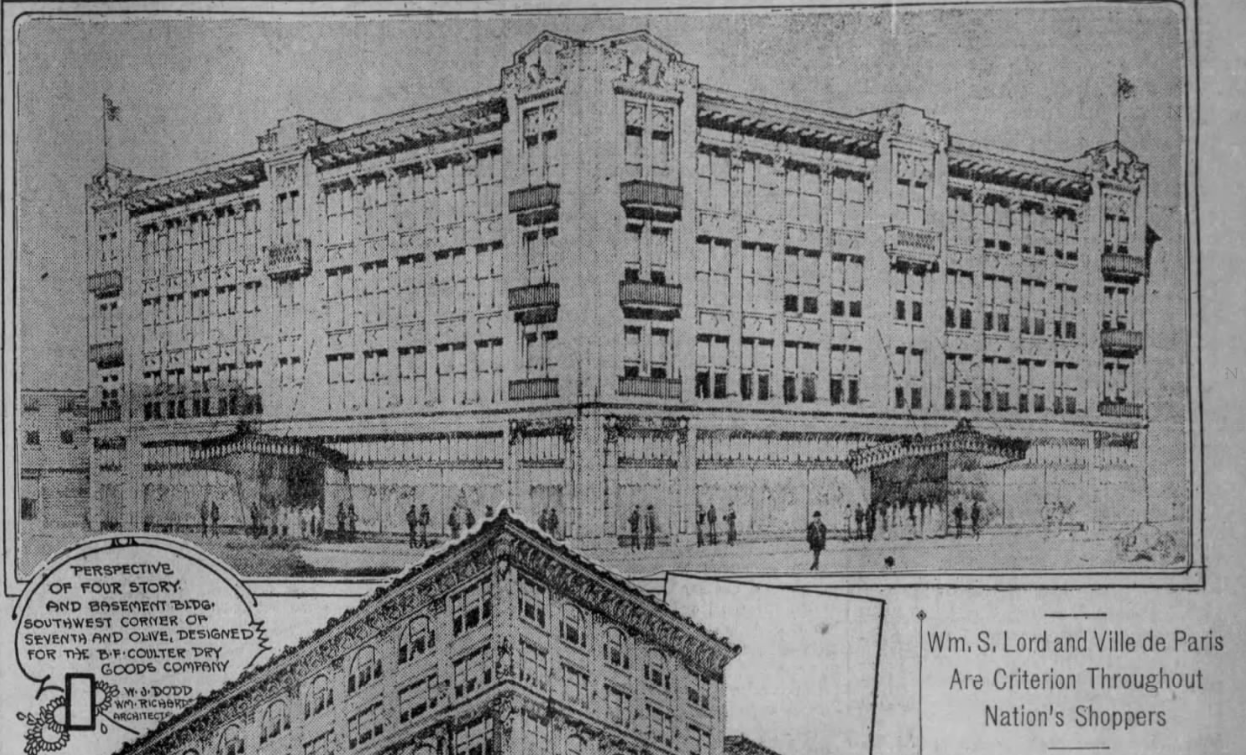
Coulter's nieuwe warenhuis op Seventh Street, schets uit november 1918

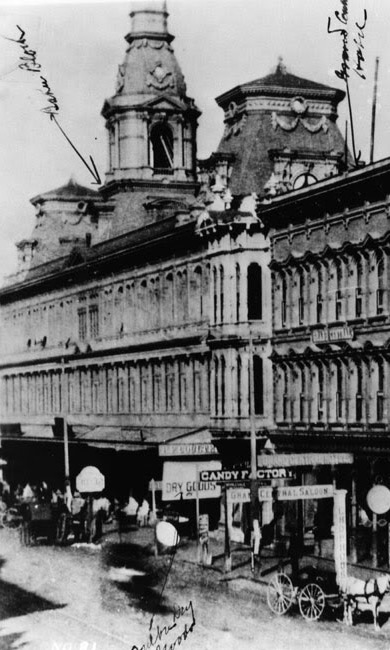
B.F. Coulter's Dry Goods (onder in het midden) in het Baker Block, North Main Street in Arcadia (1880)

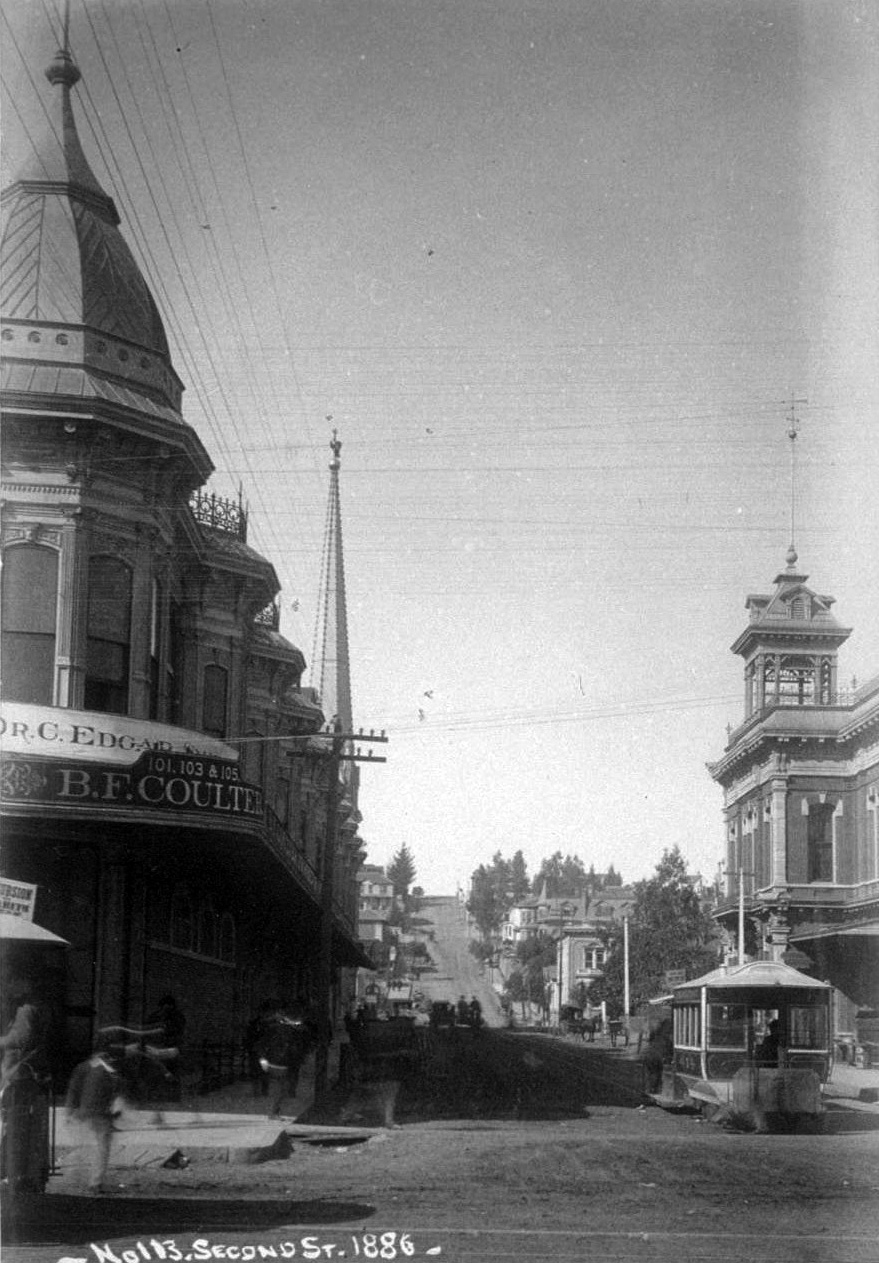
Coulter's in het Hollenbeck Block (links) toen het slechts twee verdiepingen had (1886)

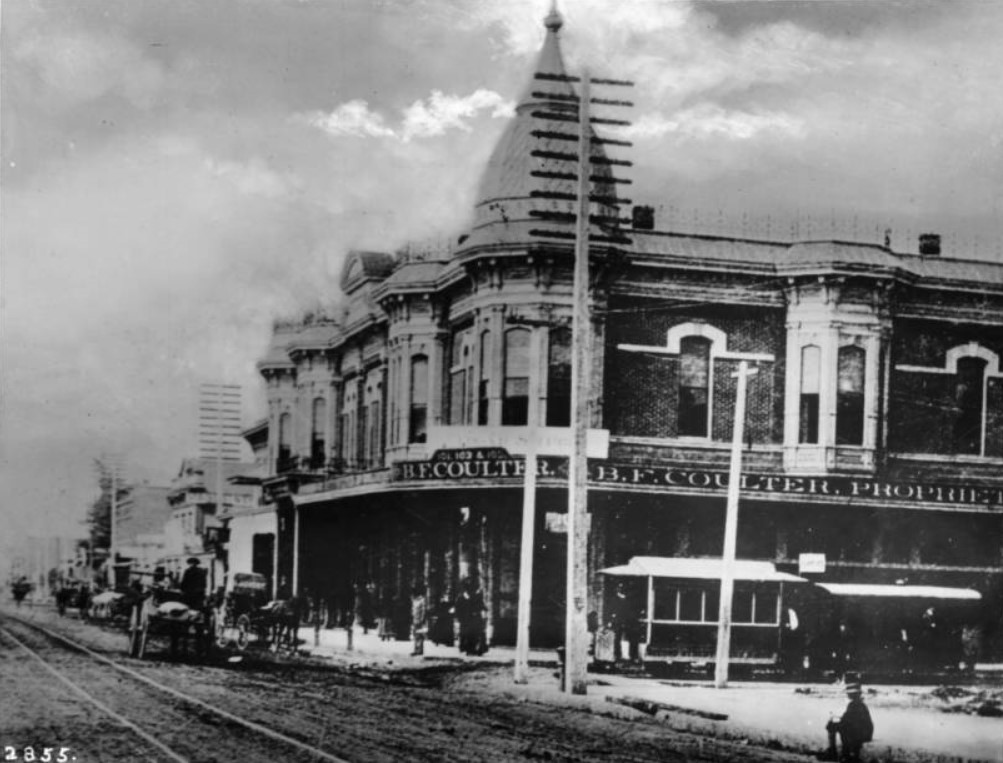
Uitzicht naar het zuiden op Spring op 2nd, Coulter's in Hollenbeck Block toen het twee verdiepingen had, 1886

Coulter's was een Amerikaans warenhuis. Het was oorspronkelijk gevestigd in Downtown Los Angeles en verhuisde later naar het winkelgebied Miracle Mile in dezelfde stad.

## Geschiedenis
Coulter's werd opgericht door B.F. Coulter, een predikant en ondernemer uit Kentucky. In 1975 sloot hij een partnerschap en ging verder onder de naam Coulter & Harper op de hoek van Eight Street en Spring Street. Het assortiment bestond uit ijzerwaren, huishoudelijke artikelen en apparaten, evenals ondergoed. In 1878 verhuisde het bedrijf naar Main Street 110.
Op 22 oktober 1878 opende Coulter zijn eigen winkel in het Downey Block op de hoek van Temple Street en Main Street, waar hij dames- en herenkleding verkocht. Deze eerste winkel was 84 m² groot en had een voorraad ter waarde van $ 1.000.
De filosofie van Coulter was om uitzonderlijke kwaliteitsartikelen te verkopen voor een eerlijke prijs, maar ook met uitzonderlijke klantenservice. Het motto van de winkel in advertenties was: "de leukste winkel in Los Angeles". Zoals gebruikelijk was bij winkeliers in Los Angeles in die tijd, verhuisde Coulter meerdere keren van locatie, omdat de meest gewilde winkelgebieden van de Los Angeles Plaza verwijderd raakten.
In juli 1879 verhuisde Coulter's naar zijn tweede locatie, het Baker Block, op North Main Street 236, hoek South East Main Street en Arcadia Street. Oorspronkelijk had Coulter's één winkelpand, maar in de loop van de tijd werden er meerdere geopend.
Op 1 november 1884 verhuisde Coulter's naar zijn derde locatie, het Hollenbeck Block, op North Spring Street 201-205. Coulter's beweerde destijds de grootste en best verlichte winkel in Zuid-Californië te zijn. Het had een bruto winkeloppervlakte van 280 m² op de begane grond en een gelijke oppervlakte in de kelder voor groothandel.
In augustus 1898 verhuisde Coulter's naar zijn vierde locatie, het Homer Laughlin Building aan South Broadway 317-325. In 1905 verhuisde Coulter's opnieuw en werd het gebouw aan de achterkant uitgebreid tot aan Hill Street. Na het vertrek nam het warenhuis Ville de Paris zijn intrek in het pand. Nadat Ville de Paris in 1917 opnieuw verhuisde, werd de Grand Central Market op deze plek neergezet.
Op 31 mei 1905 verhuisde Coulter's naar zijn vijfde locatie, naar een pand in het Potomac Block, dat werd opgewaardeerd en waarbij aangrenzende gebouwen werden ingenomen omvatte. Het adres van de nieuwe winkel was South Broadway 225-229 en liep door tot South Hill Street 224-228. Broadway werd de thuisbasis van veel grote warenhuizen zoals J.W. Robinson's (1895), The Broadway (1896), Desmond's (1900), de Fifth Street Store (1905), Bullock's (1907) en Hamburger's (1908).  Toen Coulter's in 1917 vertrok, werd het de thuisbasis van de Western Shoe Company, die in 1922 zijn naam veranderde in Western Department Store. Feze was hier tot 1928 gevestigd. Tot het einde van de jaren 1950 was de gevel van het gebouw van boven tot onder met opschriften bedekt: "THE LARGEST SHOE DEPT. IN THE WEST". 
In 1917 verhuisde Coulter's naar de zesde locatie, de modieuze Seventh Street, het nieuwe chique winkelgebied ten westen van het toen bestaande winkelgebied Broadway en ten zuiden van Bunker Hill. Coulter's was gevestigd op South Olive Street 711, de zuidwesthoek met 7th Street. Coulter's had een filiaal op South Broadway 215.
In 1938 verhuisde het naar zijn zevende en laatste locatie op de Miracle Mile op Wilshire Boulevard. Opnieuw, in tegenstelling tot andere winkels die een extra vestiging in Wilshire openden, verplaatste het zijn enige winkel – zijn hele bedrijf – naar Wilshire.
Coulter's werd in 1960 gekocht door The Broadway-keten en werd omgedoopt tot een filiaal van die keten. 

## Miracle Mile-gebouw
De vlaggenschipwinkel in Streamline Design, gelegen op Wilshire Boulevard 5600, werd ontworpen door Stiles O. Clements en voltooid in 1938-39. Het pand was vier verdiepingen hoog, zoals beschreven door de Los Angeles Conservancy, "met een afgeronde buitenkant van wit beton en horizontale banden van glasblokken in plaats van echte ramen. Een dramatisch paneel van 22 meter hoog glas torende boven de ingang van de boulevard uit".
Het gebouw werd genomineerd voor opname in het National Register of Historic Places, maar werd in 1980 gesloopt voordat het daadwerkelijk opgenomen was.
De locatie bleef – zoals de Conservancy het beschreef – ‘decennialang een doorn in het oog van de gemeenschap, met plassen teer en olie zichtbaar op de bodem van een diepe put’. Eind jaren 2010 was het een groot gemengd ontwikkelingsgebied.